# Benito Carbone
Benito Carbone (Regio de Calabria, Italia, 14 de agosto de 1971) es un exfutbolista y entrenador italiano. Actualmente está sin club.

## Carrera como jugador

### Italia
Carbone inició su carrera en el Torino, que lo descubrió en un torneo juvenil, mientras jugaba en el A.S. Scilla Calcio, un equipo juvenil amateur de Scilla. Fue cedido a la Reggina en la temporada 1990-91, también en la Serie B, donde disputó 31 partidos y marcó cinco goles. En la temporada siguiente, fue cedido al Casertana (31 partidos y cuatro goles marcados). La temporada siguiente se trasladó al Ascoli y disputó 28 partidos y marcó seis goles.
Carbone regresó a Turín en la temporada 1993-94. Jugó 28 partidos en Liga y marcó tres goles. En el verano de 1994 fue adquirido por la Roma, pero pocos días después se vio envuelto en un traspaso con el Napoli que llevó a Daniel Fonseca a los Giallorossi.Carbone estaba valorado en 7.500 millones de liras.
En el verano de 1995 pasó al Inter de Milán por 6.000 millones de lirasdonde disputó 31 partidos y marcó sólo dos goles. Pasó gran parte de la temporada siguiente, de 1996 a 1997, en el banco con Roy Hodgson.

### Inglaterra
Carbone fichó por el Sheffield Wednesday de la Premier League por £3 millones en octubre de 1996. En dicho club se convirtió en el máximo goleador en la temporada 1998-99, anotando nueve goles, y fue elegido jugador favorito de los aficionados y jugador de la temporada.
Después de una disputa contractual con Wednesday al comienzo de la temporada 1999-00, se marchó al Aston Villa. Luego de un año en Birmingham, se marchó al Bradford City, que acababa de escapar del descenso en la Premier. Sin embargo, el club descendió y, aunque jugó el inicio de la siguiente temporada con ellos y les prometió seguir allí,fue cedido primero al Derby County, donde marcó un gol contra el antiguo club Aston Villa, y luego al Middlesbrough. Carbone reveló en años posteriores que no quería ser conocido como el hombre que hizo que Bradford City se fundiera y renunció a £3,2 millones.

### Etapa final
En la temporada 2002-23, Carbone regresó a Italia para jugar en el Como y más tarde en el Parma. Después de un año en el Vicenza, firmó un contrato como invitado de cuatro partidos con el equipo australiano Sydney FC como posible reemplazo de Dwight Yorke, quien era el anterior jugador estrella del club.
Al regresar a Italia, Carbone se unió al Pavia en agosto de 2007, donde fue nombrado capitán. En total, marcó 31 goles en todas las competiciones del club y sus goles ayudaron al Pavía a evitar el descenso de la Lega Pro Seconda Divisione.

## Carrera como entrenador
Tras su retirada, Carbone aceptó quedarse en Pavia como entrenador juvenil, guiando al equipo sub-19. En marzo de 2011, fue ascendido a entrenador del primer equipo en sustitución de Gianluca Andrissi y logró sacar al club de la zona de descenso en sus dos meses a cargo.
El 16 de junio de 2011, se convirtió oficialmente en entrenador del Varese de la Serie B.Sin embargo, fue despedido el 1 de octubre de 2011 luego de dirigir tan solo siete encuentros.El 29 de octubre de 2012 se convirtió en el técnico del Saint-Christophe Vallée d'Aoste, sustituyendo a Giovanni Zichella. El 12 de marzo de 2015 pasó a ser entrenador del Pro Sesto, jugando en la Serie D, obteniendo la salvación en los play-outs.
El 14 de agosto de 2016 se convirtió en entrenador del Ternana en la Serie B, en sustitución del despedido Christian Panucci.Los propietarios también le confiaron el cargo de director deportivo, al estilo inglés "manager". Presentó su renuncia el 21 de enero de 2017 con el club en la penúltima posición, tras haber acumulado 20 puntos en 22 partidos.
El 11 de abril de 2023 regresó, después de doce años, al banquillo del Pavia, sustituyendo al despedido Maurizio Tassi.Al final de la temporada fue ratificado en su cargo; sin embargo, renunció a su cargo el 6 de octubre de 2023.
En abril de 2024, asumió como entrenador del Emirates Club en reemplazo de Walter Zenga.Luego de que el club descendiera de la máxima categoría, fue relevado de sus funciones.

## Clubes

### Como jugador
| Club                | País       | Año       |
| ------------------- | ---------- | --------- |
| Torino              | Italia     | 1988-1990 |
| Reggina             | Italia     | 1990-1991 |
| Casertana           | Italia     | 1991-1992 |
| Ascoli              | Italia     | 1992-1993 |
| Torino              | Italia     | 1993-1994 |
| Napoli              | Italia     | 1994-1995 |
| Inter de Milán      | Italia     | 1995-1996 |
| Sheffield Wednesday | Inglaterra | 1996-1999 |
| Aston Villa         | Inglaterra | 1999-2000 |
| Bradford City       | Inglaterra | 2000-2001 |
| Derby County        | Inglaterra | 2001-2002 |
| Middlesbrough       | Inglaterra | 2002      |
| Como                | Italia     | 2002-2003 |
| Parma               | Italia     | 2003-2004 |
| Catanzaro           | Italia     | 2004-2005 |
| Vicenza             | Italia     | 2005-2006 |
| Sydney FC           | Australia  | 2006-2007 |
| Pavia               | Italia     | 2007-2010 |

### Como entrenador
| Club           | País                   | Año       |
| -------------- | ---------------------- | --------- |
| Pavia          | Italia                 | 2011      |
| Varese         | Italia                 | 2011      |
| Vallée d'Aoste | Italia                 | 2012-2013 |
| Pro Sesto      | Italia                 | 2015      |
| Ternana        | Italia                 | 2016-2017 |
| Pavia          | Italia                 | 2023      |
| Emirates Club  | Emiratos Árabes Unidos | 2024      |